# SpaDeX
SpaDeX (acronyme de anglais : Space Docking Experiment "Expérience d'Amarrage Spatial") est une mission spatiale de l'Organisation indienne de recherche spatiale (ISRO) dont l'objectif est de mettre au point les manœuvres de rendez-vous spatial, d'amarrage et le vol en formation d'engins spatiaux. Les domaines d'application sont les missions spatiales avec équipage et les missions de maintenance des satellites. La mission doit être lancée fin décembre 2024 par un lanceur spatial indien léger PSLV-CA. Elle repose sur deux satellites d'environ 200 kilogrammes chacun utilisant une plateforme IMS-1.